# Administration maritime suédoise
L'administration maritime suédoise (suédois : Sjöfartsverket) est une administration civile dont la mission est d'assurer de bonnes conditions pour la navigation maritime en Suède. Elle est ainsi responsable des voies maritimes (phares, bouées...), des bateaux-pilotes, des brise-glace, de la cartographie marine, de l'information sur le trafic maritime et des secours en mer. Elle n'est pas financée par l'impôt mais par les droits de passage acquittés par les navires marchands.
L'administration maritime suédoise a été créée en 1969 en remplacement de la direction royale des transports maritimes (suédois : Kungliga Sjöfartsstyrelsen). Son siège se situe à Norrköping et elle compte plus de 1 000 employés.